# Kigali

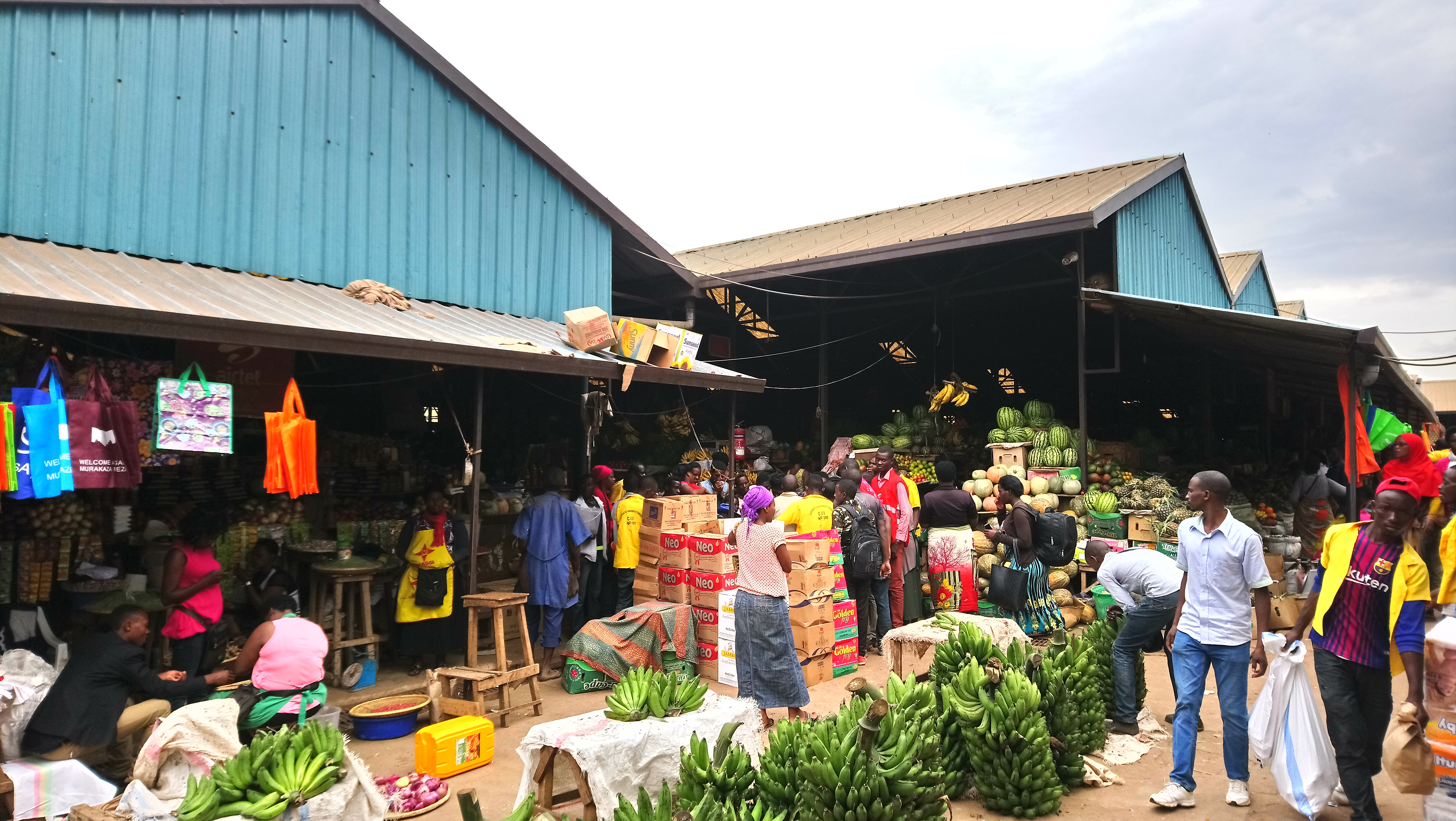
Ein Markt in Kigali

Kigali [kiˈgaːli] ist die Hauptstadt und größte Stadt Ruandas. Die Stadt Kigali (Kinyarwanda: Umujyi wa Kigali) hat den gleichen Rang wie die anderen Provinzen und gliedert sich in drei Distrikte Gasabo, Kicukiro und Nyarugenge. Von den Vereinten Nationen wurde Kigali als die sauberste Stadt Afrikas ausgezeichnet.

## Geographie
Sie liegt im Zentrum des Landes in einer Höhe zwischen 1433 und 1645 m. Namensgebend für die Stadt ist der im Westen gelegene Mt. Kigali. Im Westen und Süden bildet der Fluss Nyabarongo die Grenze zu den Nachbarprovinzen. Er mündet an der Südgrenze des Landes in den Rugwero-See. Dieser fließt nach Osten in den Kagera ab, der zum Flusssystem des oberen Nils gehört.
Kigali liegt knapp südlich des Äquators, bedingt durch diese Lage ist das Klima ganzjährig sehr mild.
|                       | Jan  | Feb  | Mär  | Apr  | Mai  | Jun  | Jul  | Aug  | Sep  | Okt  | Nov  | Dez  |   |      |
| Mittl. Tagesmax. (°C) | 26,5 | 26,5 | 26,2 | 25,2 | 24,9 | 25,3 | 26,1 | 27,1 | 27,4 | 26,5 | 25,7 | 25,5 | ⌀ | 26,1 |
| Mittl. Tagesmin. (°C) | 15,1 | 15,2 | 15,2 | 15,1 | 15,3 | 14,5 | 14,3 | 15,3 | 15,1 | 15,2 | 14,9 | 15,0 | ⌀ | 15   |
|                       |      |      |      |      |      |      |      |      |      |      |      |      |   |      |
| Niederschlag (mm)     | 69   | 100  | 106  | 183  | 92   | 20   | 9    | 34   | 86   | 102  | 127  | 100  | Σ | 1028 |
|                       |      |      |      |      |      |      |      |      |      |      |      |      |   |      |
| Sonnenstunden (h/d)   | 5,4  | 5,4  | 5,3  | 5,0  | 5,1  | 7,0  | 7,2  | 6,9  | 6,4  | 5,6  | 5,3  | 5,1  | ⌀ | 5,8  |
|                       |      |      |      |      |      |      |      |      |      |      |      |      |   |      |
| Regentage (d)         | 8    | 10   | 13   | 16   | 10   | 2    | 1    | 4    | 8    | 14   | 16   | 10   | Σ | 112  |
|                       |      |      |      |      |      |      |      |      |      |      |      |      |   |      |
| Luftfeuchtigkeit (%)  | 75   | 74   | 77   | 79   | 77   | 65   | 55   | 57   | 68   | 76   | 81   | 76   | ⌀ | 71,6 |

| 15,1 |

| 15,2 |

| 15,2 |

| 15,1 |

| 15,3 |

| 14,5 |

| 14,3 |

| 15,3 |

| 15,1 |

| 15,2 |

| 14,9 |

| 15,0 |

| 15,1 |

| 15,2 |

| 15,2 |

| 15,1 |

| 15,3 |

| 14,5 |

| 14,3 |

| 15,3 |

| 15,1 |

| 15,2 |

| 14,9 |

| 15,0 |

## Bevölkerung
Nach der Volkszählung von 2012 lebten 1.135.428 Menschen in Kigali, weniger als in den anderen Provinzen. Bei der Volkszählung von 2022 lag die Einwohnerzahl bei 1.745.555 Personen, von denen knapp 90 Prozent in urbanisierten Gebieten lebten. Zwischen 2012 und 2022 wuchs die Bevölkerung jährlich um etwa 4,4 Prozent. Knapp 99 Prozent der Einwohner waren am Stichtag der Volkszählung ruandische Staatsangehörige. 42,8 Prozent der Bevölkerung waren Protestanten, 37,5 Prozent waren Katholiken, 9,2 Prozent waren Adventisten, 5,8 Prozent waren Muslime und knapp 5 Prozent waren Angehörige anderer Religionen oder gehörten keiner Religion an.
Bevölkerungsentwicklung:
| Jahr          | Einwohner |
| ------------- | --------- |
| 1978 (Zensus) | 0116.227  |
| 1991 (Zensus) | 0237.782  |
| 2002 (Zensus) | 0765.325  |
| 2012 (Zensus) | 1.132.686 |
| 2022 (Zensus) | 1.745.555 |

## Geschichte

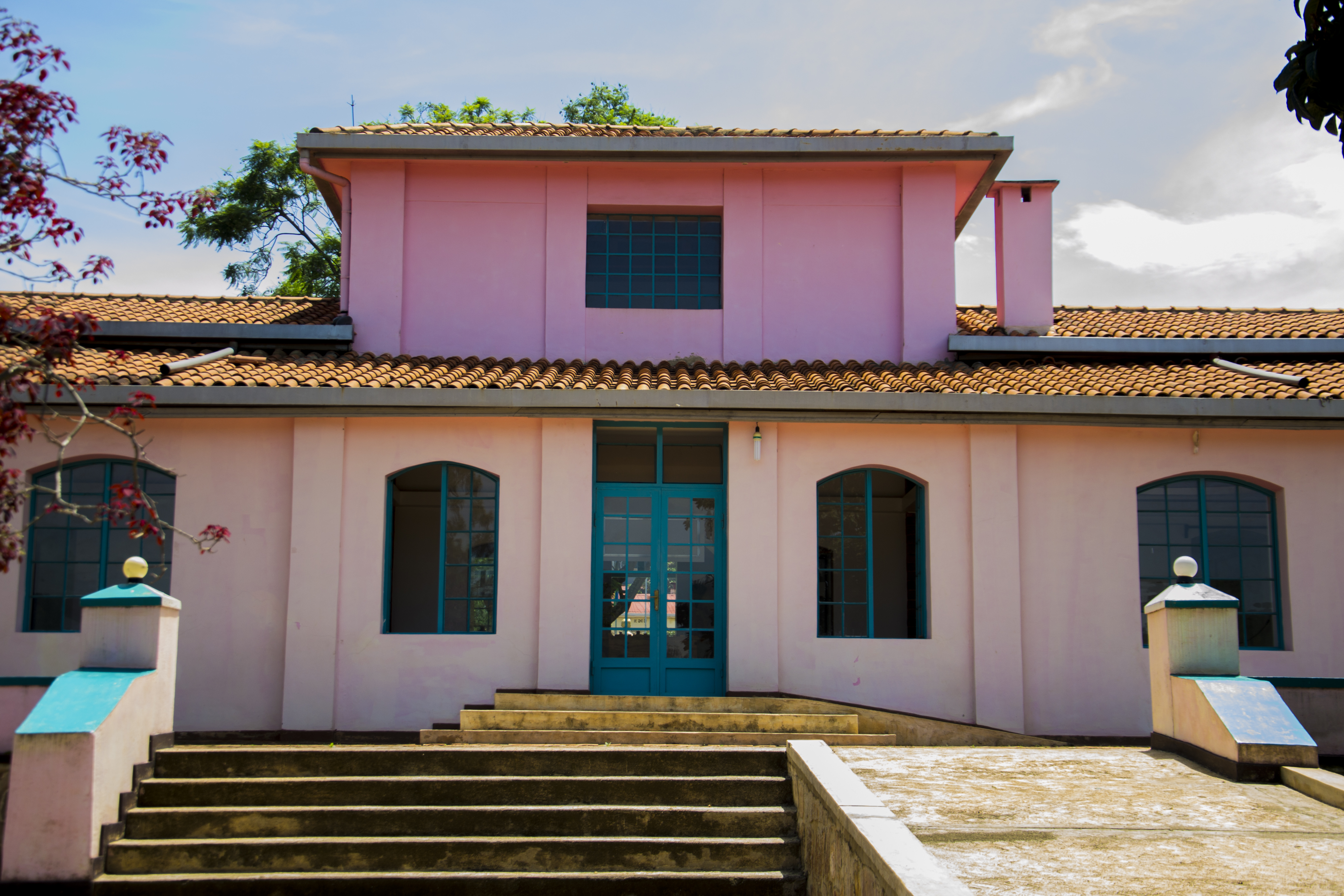
Das Kandt-Haus-Museum in Kigali

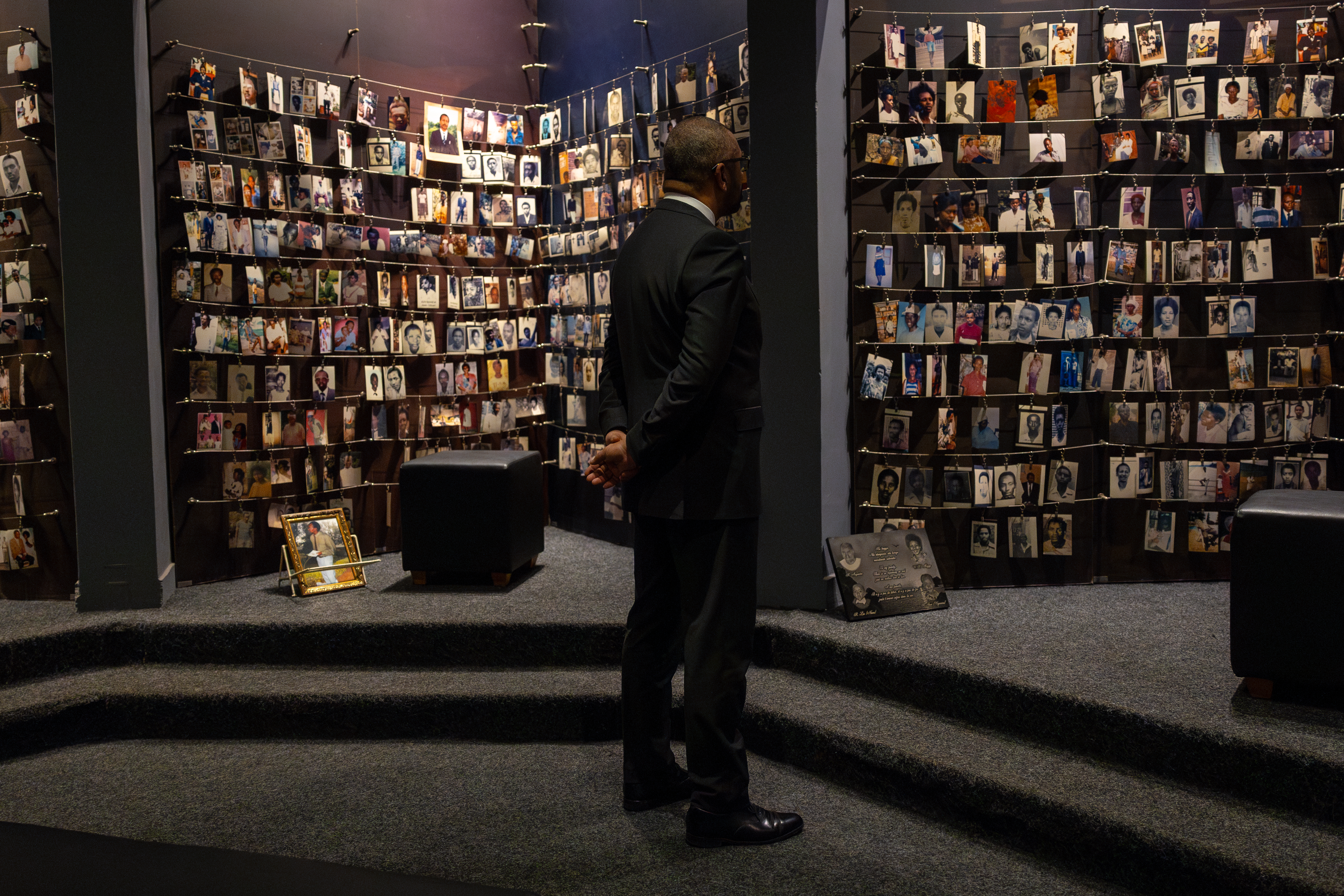
Fotos von Opfern des Völkermords im Kigali Genocide Memorial

Kigali wurde 1907 vom damaligen deutschen Residenten Richard Kandt als Sitz der Residentur Ruanda von Deutsch-Ostafrika auf einem Hügel zwischen dem Flusstal des Nyabarongo und den Bergen Jali und Kigali gegründet. Im April 1908 wurden die aus Ziegeln erbauten Gebäude der Residentur eingeweiht. Schnell siedelten sich indische und arabische Kaufleute in Kigali an. Sie bauten ihre Geschäfte nördlich der deutschen Residenz nahe dem heutigen Hauptmarkt von Nyarugenge.
Wurden 1910 von der deutschen Residentur 873 kleine Karawanen mit 13.519 Trägern in Kigali gezählt, so waren es 1912 bereits 1784 Karawanen mit 23.971 Trägern. 1912 gab es bereits um die 40 selbständige Kaufleute und Firmen in Kigali mit 24 Filialen in Ruanda. Sechs der Firmen waren europäische Unternehmen. Außerdem besuchten ruandische Händler des Volkes der Hutu den Markt von Kigali mit Fellen und Häuten, die sie gegen Stoffe und Perlen für deren erneuten Eintausch gegen Felle und Häute der Landbewohner erwarben. 1912 errichteten die europäischen Handelsgesellschaften East African Trading Company und Internationale Handelsgesellschaft gemeinsam eine Wäscherei für Felle in Kigali.
Seit Beginn des Ersten Weltkrieges im August 1914 wurden in Kigali militärische Befestigungen zum Schutz des Residentursitzes gebaut. Beim Abzug der deutschen Truppen aus Ruanda nach Tansania im Mai 1916 wurde Kigali kampflos von den Belgiern besetzt. 1922 wurde die Stadt als Teil des Ruanda-Urundi-Territoriums unter belgisches Völkerbundmandat gestellt.
Nach der Teilung in die unabhängigen Staaten Ruanda und Burundi im Jahre 1962 wurde Kigali die Hauptstadt Ruandas.
Der Völkermord in Ruanda an den Tutsi im Jahre 1994 begann in Kigali. Die Stadt verlor dabei etwa 100.000 Einwohner, während in ganz Ruanda etwa eine Million Menschen in nur 100 Tagen dem Völkermord zum Opfer fielen.
2008 gewann Kigali als erste afrikanische Stadt den UN-Habitat Scroll of Honour Award des Programms der Vereinten Nationen für menschliche Siedlungen (UN-Habitat).

## Kultur

### Gedenkstätten
In Kigali befinden sich mehrere Gedenk- und Ruhestätten des Völkermords an den Tutsi. Die Bedeutendste ist das Kigali Genocide Memorial im Sektor Gisozi, das Teil der als UNESCO-Welterbe ausgewiesenen Gedenkstätten des Völkermordes: Nyamata, Murambi, Gisozi und Bisesero ist. Zu den weiteren Gedenkstätten zählt beispielsweise das Rebero Genocide Memorial, das insbesondere während des Völkermords getöteten Politikern gedenkt. In Ruhanga im Sektor Rusororo befindet sich zudem das Ruhanga Genocide Memorial auf dem Gelände einer ehemaligen anglikanischen Kirche. Am 15. April 1994 wurden dort rund 25.000 Zuflucht suchende Tutsi durch Soldaten und Interahamwe getötet.

### Museen

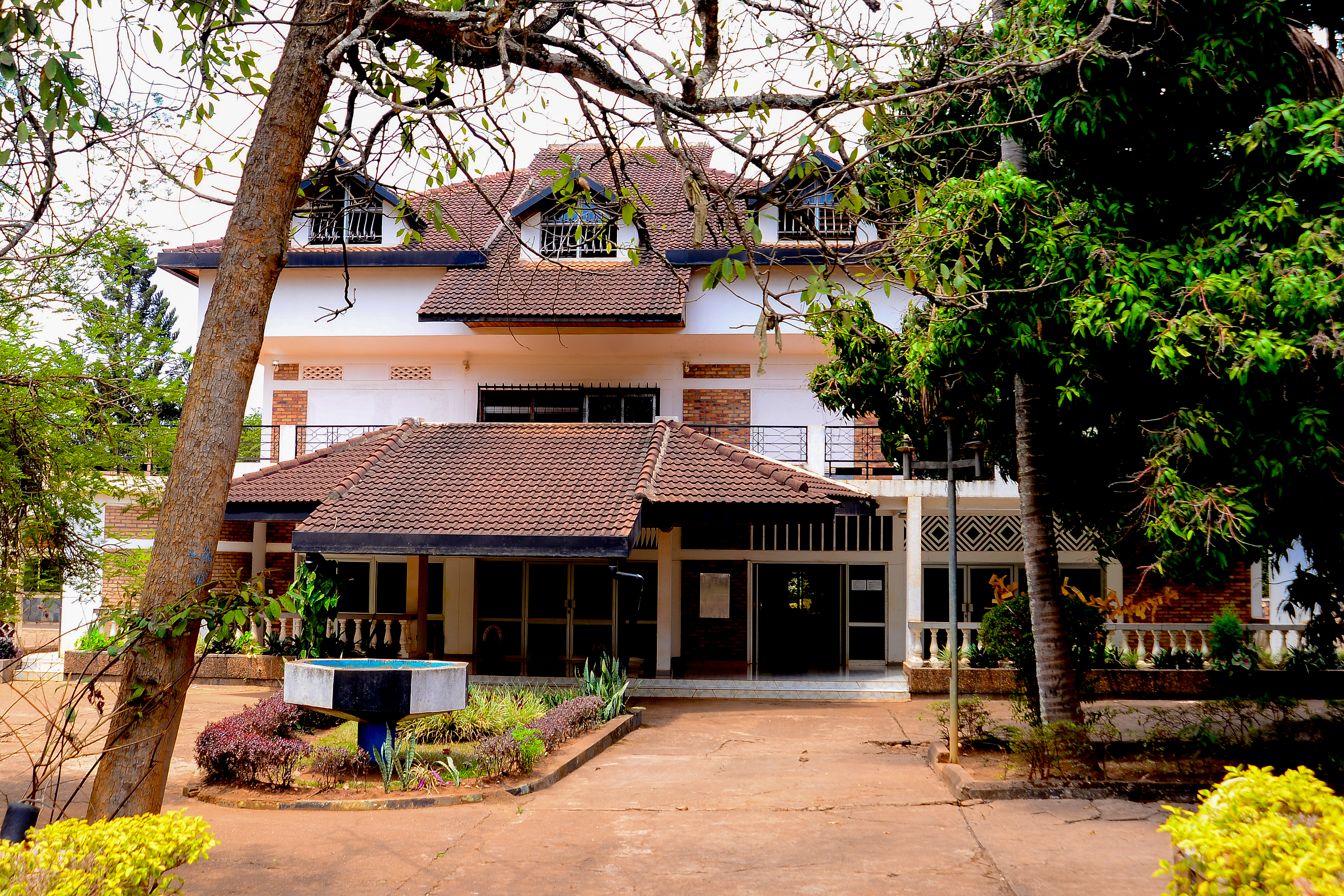
Rwanda Art Museum (2024)

Drei der acht staatlichen Museen Ruandas befinden sich in Kigali:
- Kandt-Haus-Museum, Ausstellung über die deutsche Kolonialzeit im ehemaligen Haus von Richard Kandt mit angeschlossenem Reptilienhaus
- Campaign Against Genocide Museum, gibt Informationen zur Kampagne der Ruandischen Patriotischen Front im Bürgerkrieg gegen die Völkermordtäter
- Rwanda Art Museum, Kunstmuseum für zeitgenössische Kunst in der Villa des ehemaligen Präsidenten Juvénal Habyarimana

### Sonstige Landmarken und Sehenswürdigkeiten
- Umusambi Village, renaturiertes Feuchtgebiet
- Église Sainte-Famille, älteste Kirche der Stadt[5]
- Hôtel des Mille Collines, 1973 eröffnetes Hotel in Kigali, das während des Völkermords in Ruanda 1994 mehr als 1200 Menschen Zuflucht bot und durch den Film Hotel Ruanda international bekannt wurde

### Sport

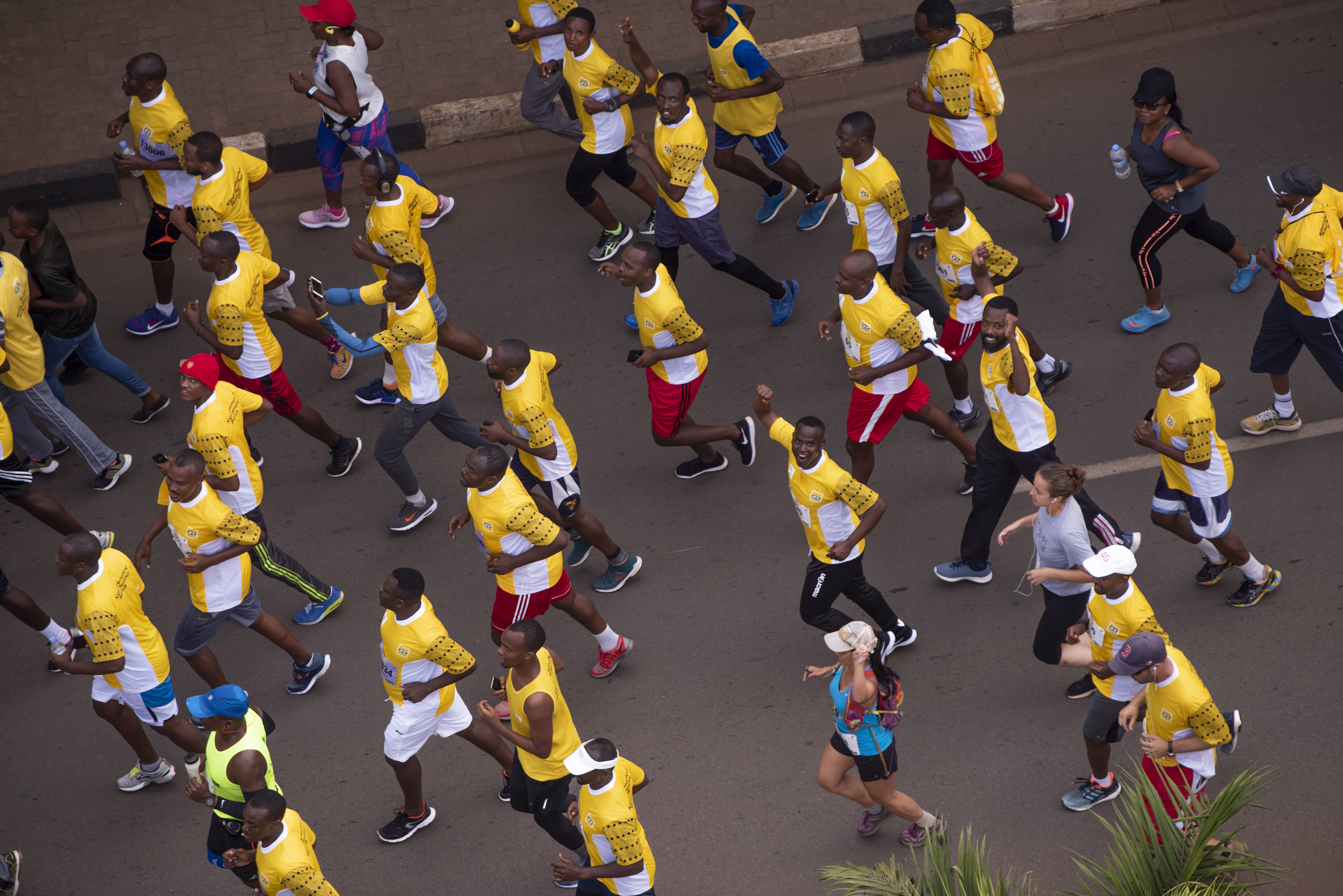
Teilnehmer am Kigali International Peace Marathon

Anfang der 1990er Jahre wurde das Amahoro-Stadion mit 25.000 Plätzen errichtet. In der Nähe befindet sich auch die Kigali Arena. Jährlich im Mai oder Juni findet der Kigali International Peace Marathon statt. Im September 2025 werden in der Stadt die Straßenradsport-Weltmeisterschaften abgehalten.

## Wirtschaft

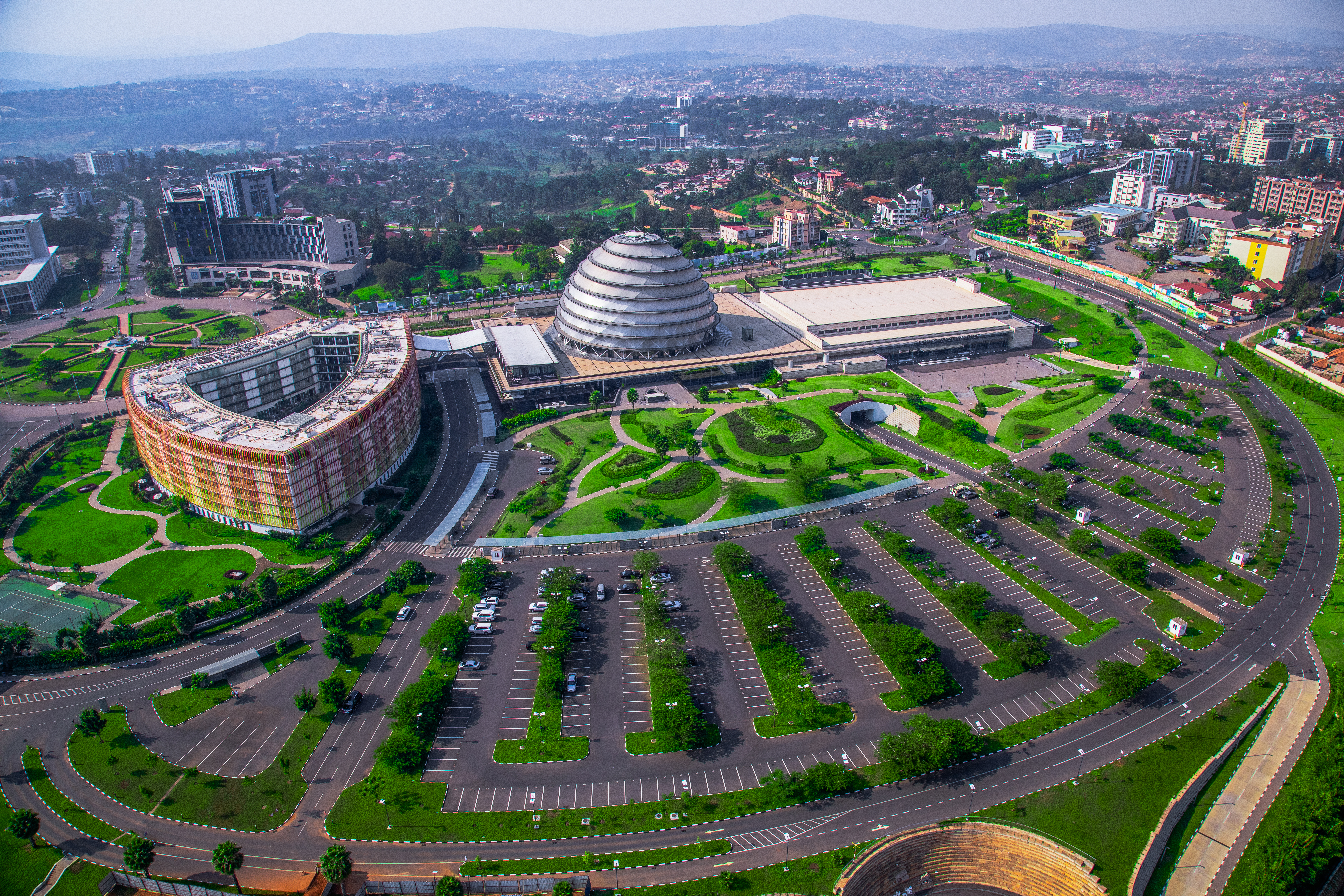
Kigali Convention Centre im Sektor Kimihurura mit markantem Kuppeldach, das an das Aussehen einer traditionellen ruandischen Hütte angelehnt ist.

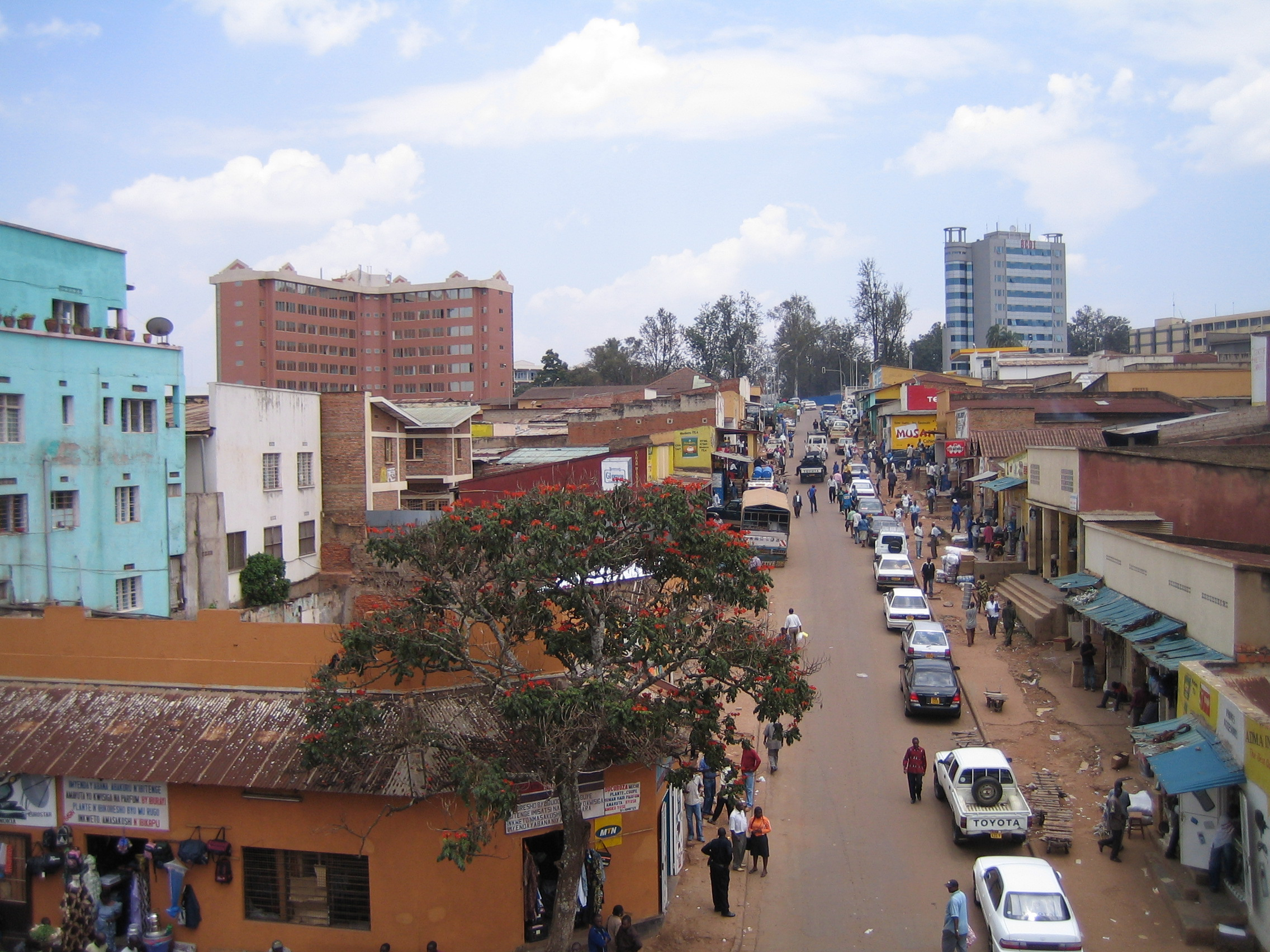
Innenstadt Kigalis 2006

Wirtschaftliche Grundlage sind der Handel mit Kaffee, Vieh und Zinnerz, das in der Nähe abgebaut wird sowie die Textil-, die chemische und Zinn verarbeitende Industrie rund um Kigali. Seit 2019 gibt es eine Fabrik der Firma Mara für Smartphones für den afrikanischen Markt. Die Stadt ist Sitz der Banque Rwandaise de Développement. 2022 begann das Unternehmen Biontech mit dem Bau eines Produktionszentrums für die Herstellung von mRNA-Impfstoffen in Ruanda. Das Werk in Kigali wurde am 18. Dezember 2023 eingeweiht und damit als erstes in Afrika.
Auch die nationale Wertpapierbörse - die Rwanda Stock Exchange hat hier ihren Sitz.

## Verkehr
Die Stadt verfügt mit dem Kigali International Airport über einen internationalen Flughafen mit täglichen Verbindungen über Nairobi und Addis Abeba nach Europa und in wichtige afrikanische Länder.
Kigali liegt an einer Fernverkehrsstraße, die die Stadt mit Burundi im Süden und mit Uganda im Norden verbindet. Auf den Straßen gilt Rechtsverkehr.
Im August 2015 wurde eine Straße im Zentrum Kigalis zu einer autofreien Zone erklärt.

## Gesundheitswesen
In Kigali befindet sich das King Faisal Hospital, das als eines der größten Krankenhäuser des Landes gilt. Es ist das einzige Krankenhaus der Maximalversorgung (quaternary care) in Ruanda und Universitätsklinikum der University of Rwanda.
Beim Marburgfieber-Ausbruch in Ruanda 2024 erfolgte in diesem Krankenhaus der Virusnachweis bei den ersten zwei Patienten und die Meldung des Ausbruchs.

## Bildung
Kigali ist Sitz einer Technischen Hochschule und verfügt über mehrere englischsprachige Schulen und eine französischsprachige belgische Schule. Der Hauptsitz und weitere Standorte der University of Rwanda befinden sich in Kigali.

## Söhne und Töchter der Stadt
- Jean-Paul Libert (1955–2022), belgischer Autorennfahrer
- Benjamin Sehene (* 1959), Essayist und Romanautor
- Louise Mushikiwabo (* 1961), ruandische Politikerin
- Célestin Hakizimana (* 1963), Bischof von Gikongoro
- Jean Bosco Ntagungira (* 1964), Bischof von Butare
- Christine Nkulikiyinka (* 1965), Diplomatin
- Daniel Kapp (* 1968), Politikberater und Kommunikationsexperte
- Jeanne d’Arc Mujawamariya (* 1970), Politikerin und Diplomatin
- Hamad Ndikumana (1978–2017), Fußballspieler
- Claudette Mukasakindi (* 1982), Langstreckenläuferin
- Jimmy Mulisa (* 1984), Fußballspieler
- Eliane Umuhire (* 1986), Schauspielerin
- Marie-Clémentine Dusabejambo (* 1987), Regisseurin und Drehbuchautorin
- Anna Dushime (* 1988), Journalistin und Podcasterin
- Ncuti Gatwa (* 1992), Schauspieler